# Hulluch
Hulluch (niederländisch Hullode) ist eine französische Gemeinde mit 3377 Einwohnern (Stand 1. Januar 2022) im Département Pas-de-Calais in der Region Hauts-de-France. Sie gehört zum Arrondissement Lens und zum Kanton Wingles.

## Lage
Die Gemeinde Hulluch liegt im Nordfranzösischen Kohlerevier, fünf Kilometer nördlich von Lens und 25 Kilometer südwestlich von Lille. Nachbargemeinden von Hulluch sind Douvrin im Norden, Wingles im Nordosten, Vendin-le-Vieil im Osten, Loos-en-Gohelle im Süden sowie Haisnes im Westen und Nordwesten.

## Geschichte
Der Ort ist durch Archäologen bereits in gallo-römischer Zeit nachweisbar. Seit dem Beginn des 14. Jahrhunderts gab es eine Burg in diesem Ort. Diese mittelalterliche Anlage wurde durch wiederholte Kriege weitgehend zerstört. In der Zeit von Ludwig XIV. wurde ein reich dekoriertes Schloss durch Baron de Bertoult errichtet. Dieses Schloss wurde im Ersten Weltkrieg zerstört. Von 1902 bis 1978 wurde im Ort Steinkohle abgebaut. An die Bergbautradition erinnern im Nordwesten und Südosten der Gemeinde noch Reste von Abraumhalden und die ehemaligen Bergarbeitersiedlungen Cité Nr. 13 und Cité Saint-Élie.

## Bevölkerungsentwicklung
| Jahr                       | 1962 | 1968 | 1975 | 1982 | 1990 | 1999 | 2006 | 2015 | 2022 |
| -------------------------- | ---- | ---- | ---- | ---- | ---- | ---- | ---- | ---- | ---- |
| Einwohner                  | 3037 | 3995 | 3828 | 3160 | 3005 | 2971 | 3136 | 3424 | 3377 |
| Quellen: Cassini und INSEE |      |      |      |      |      |      |      |      |      |

## Sehenswürdigkeiten

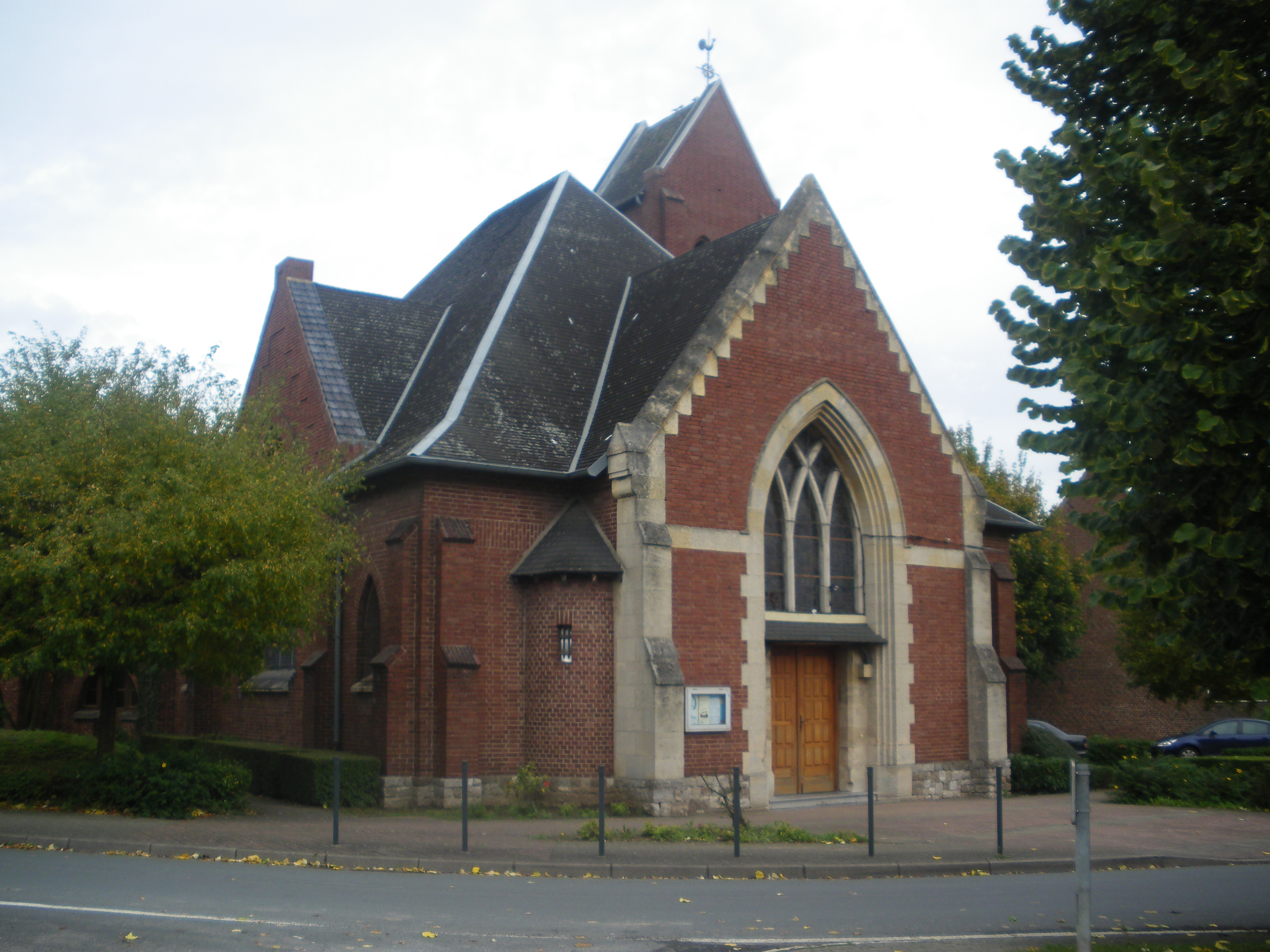
Kirche Saint-Laurent
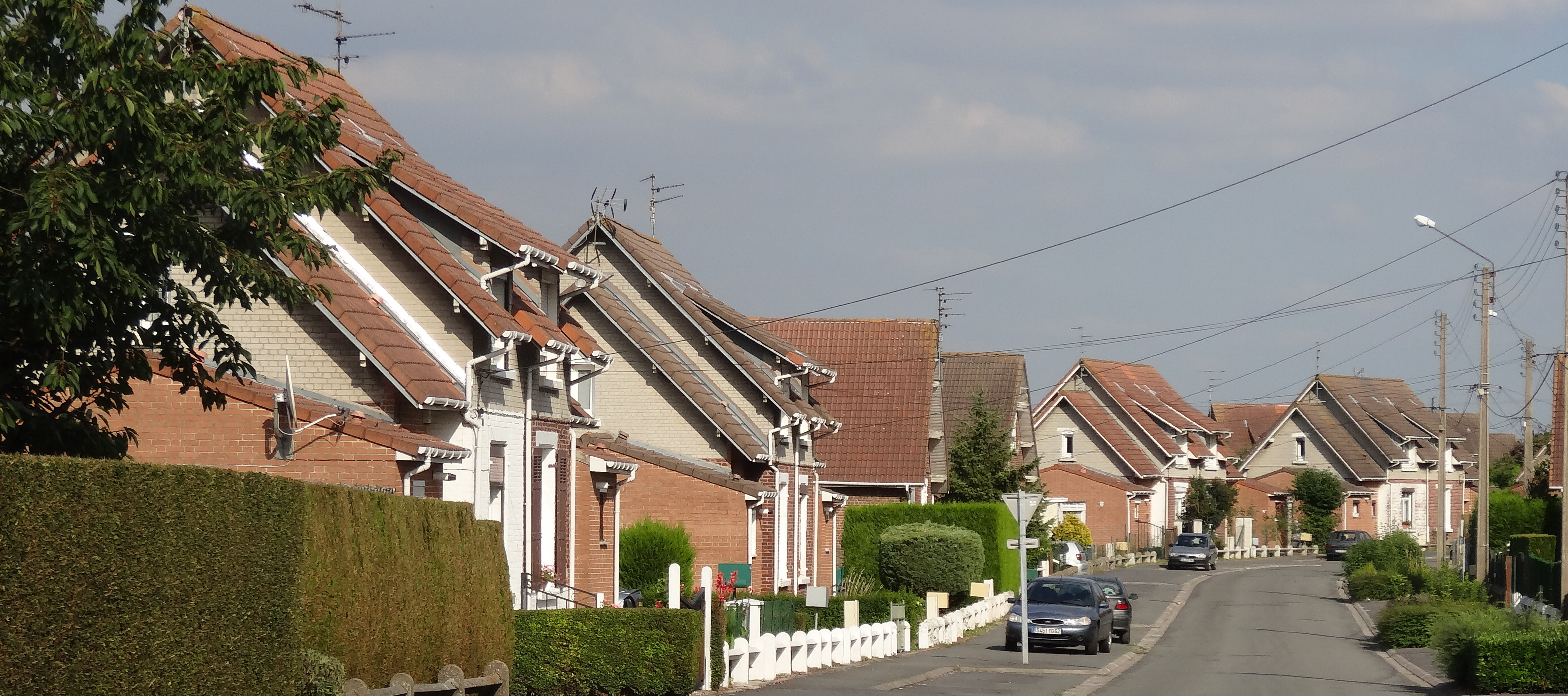
Bergarbeitersiedlung Cité Nr. 13
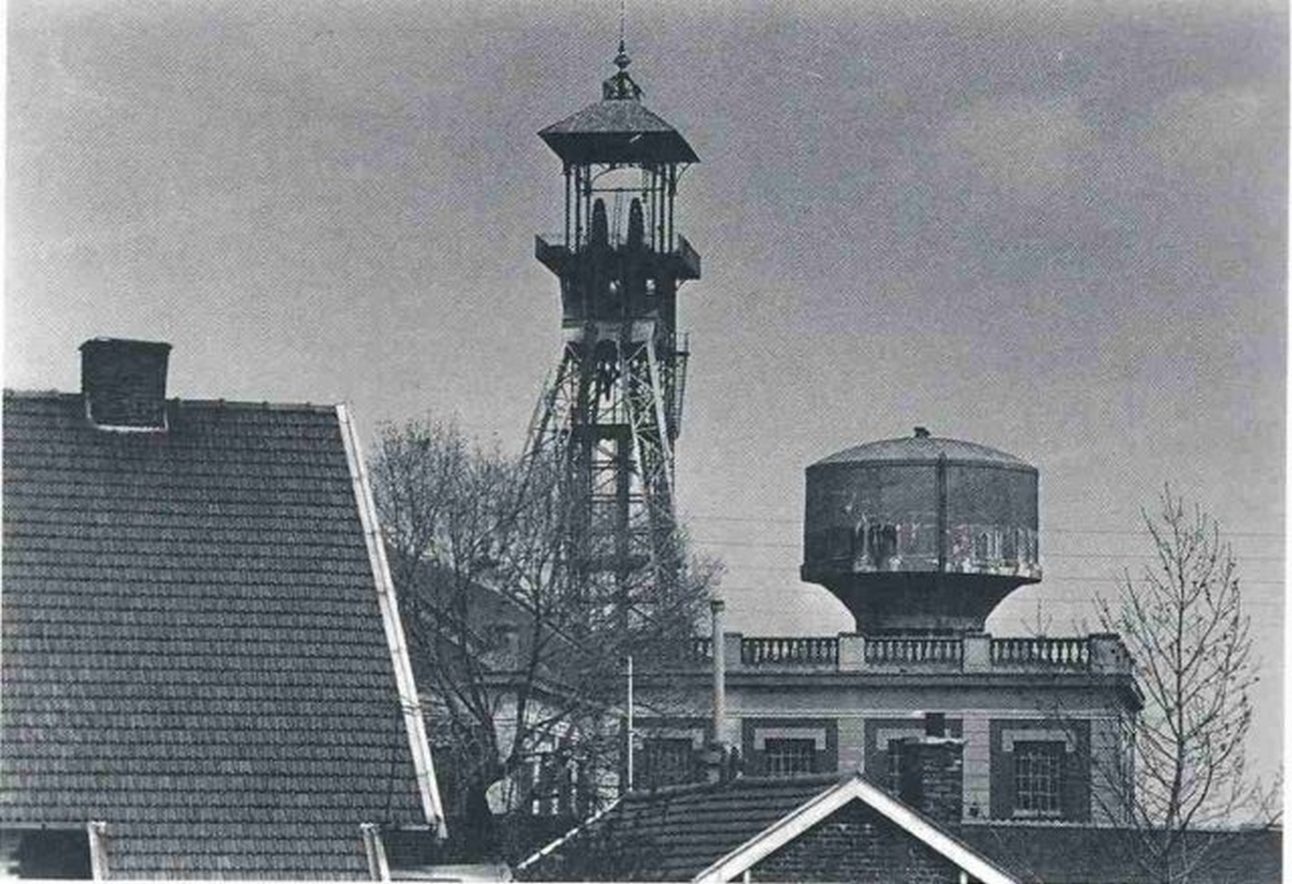
Zeche Nr. 13 zu Beginn des 20. Jahrhunderts
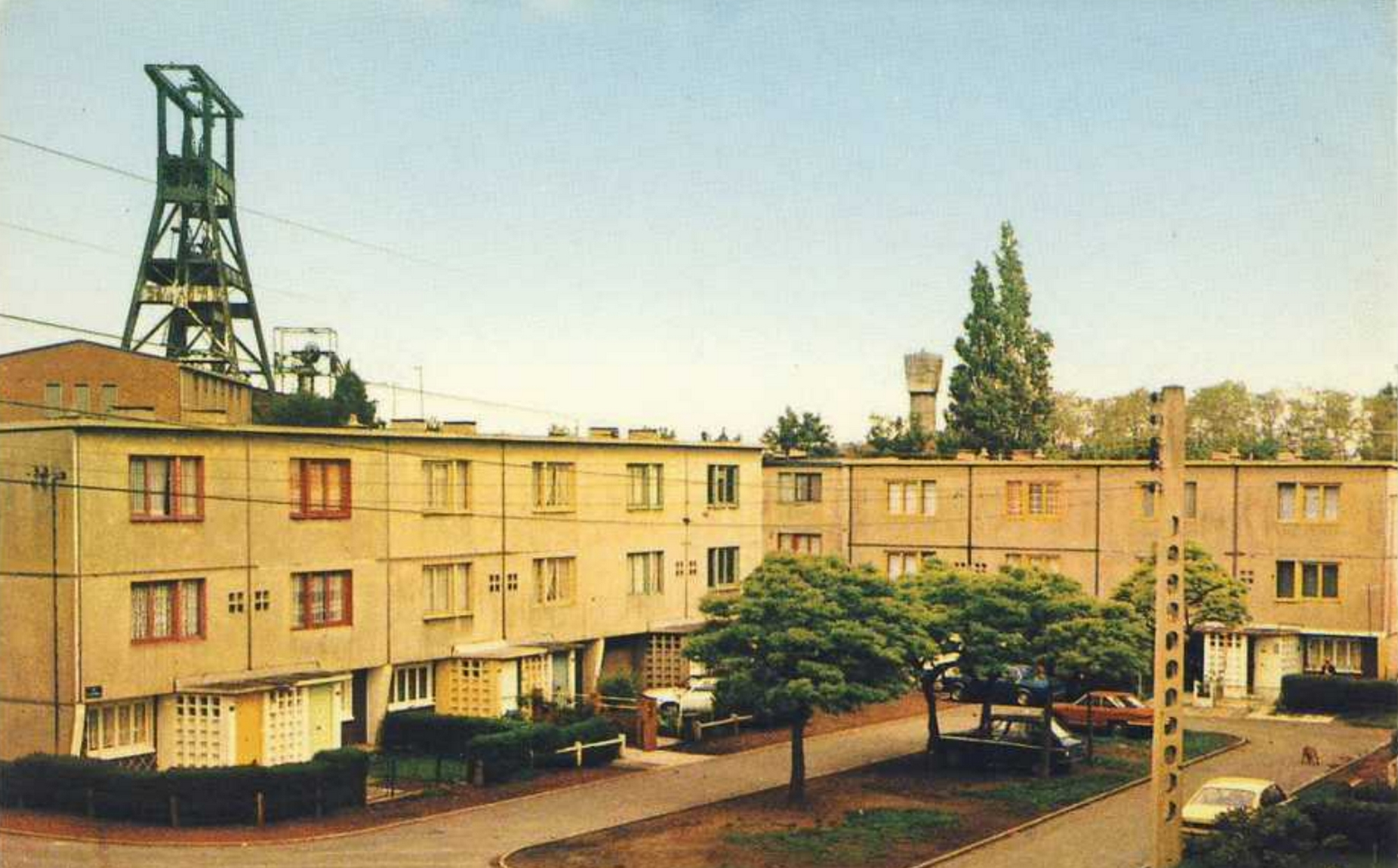
Häuser an der Zeche Nr. 18 (um 1970)
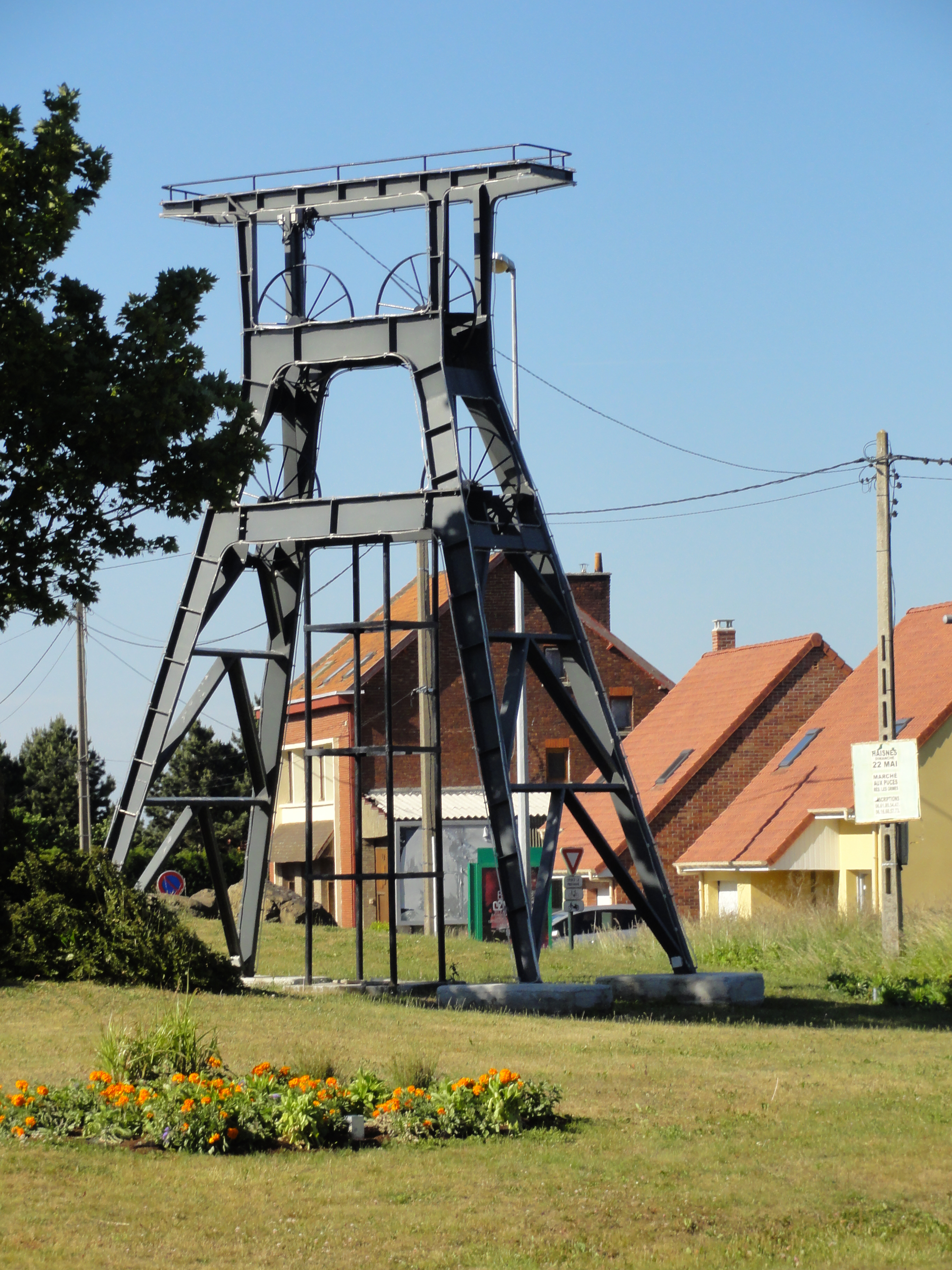
Reste der ehemaligen Zeche Nr. 18
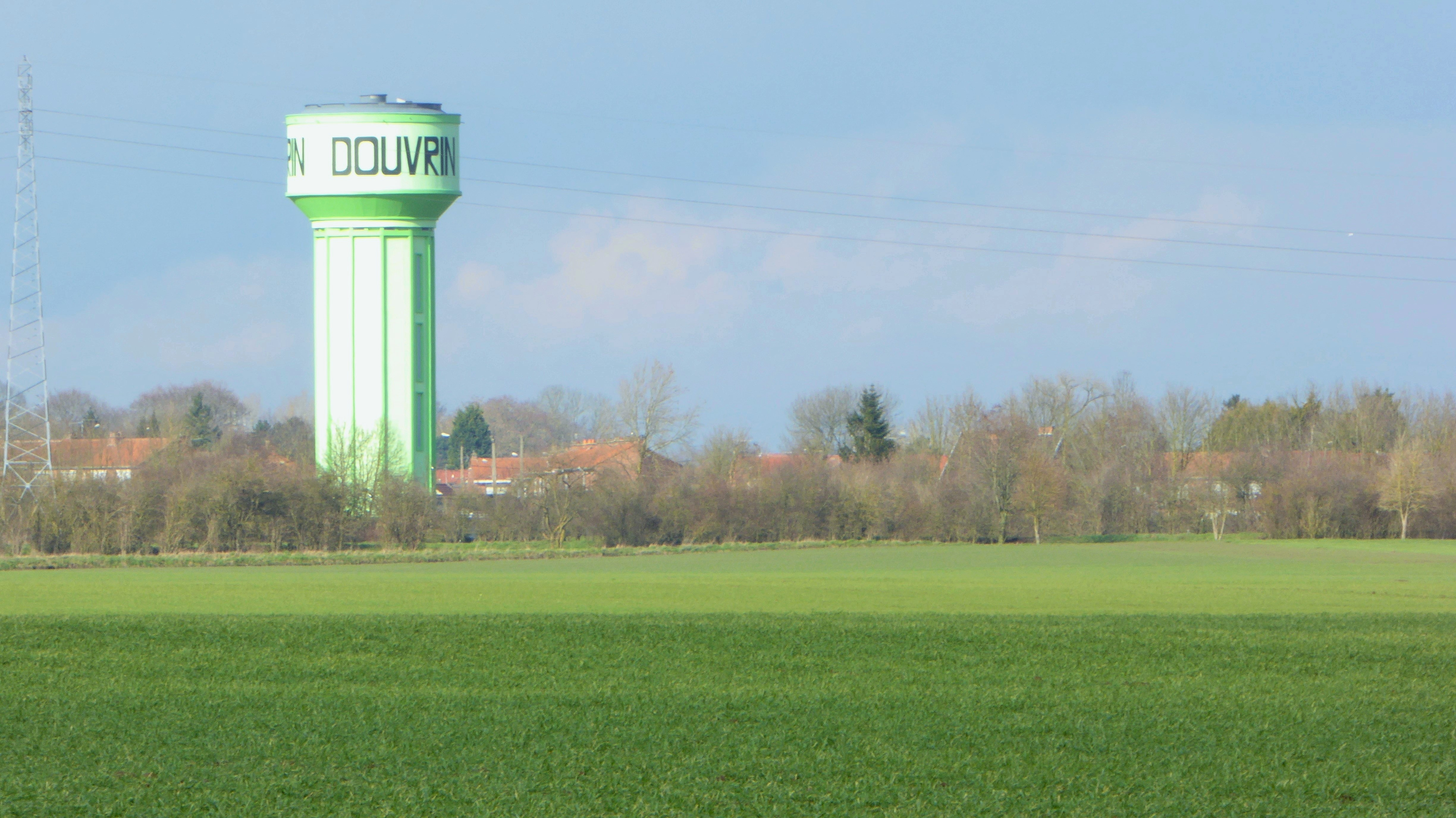
Wasserturm
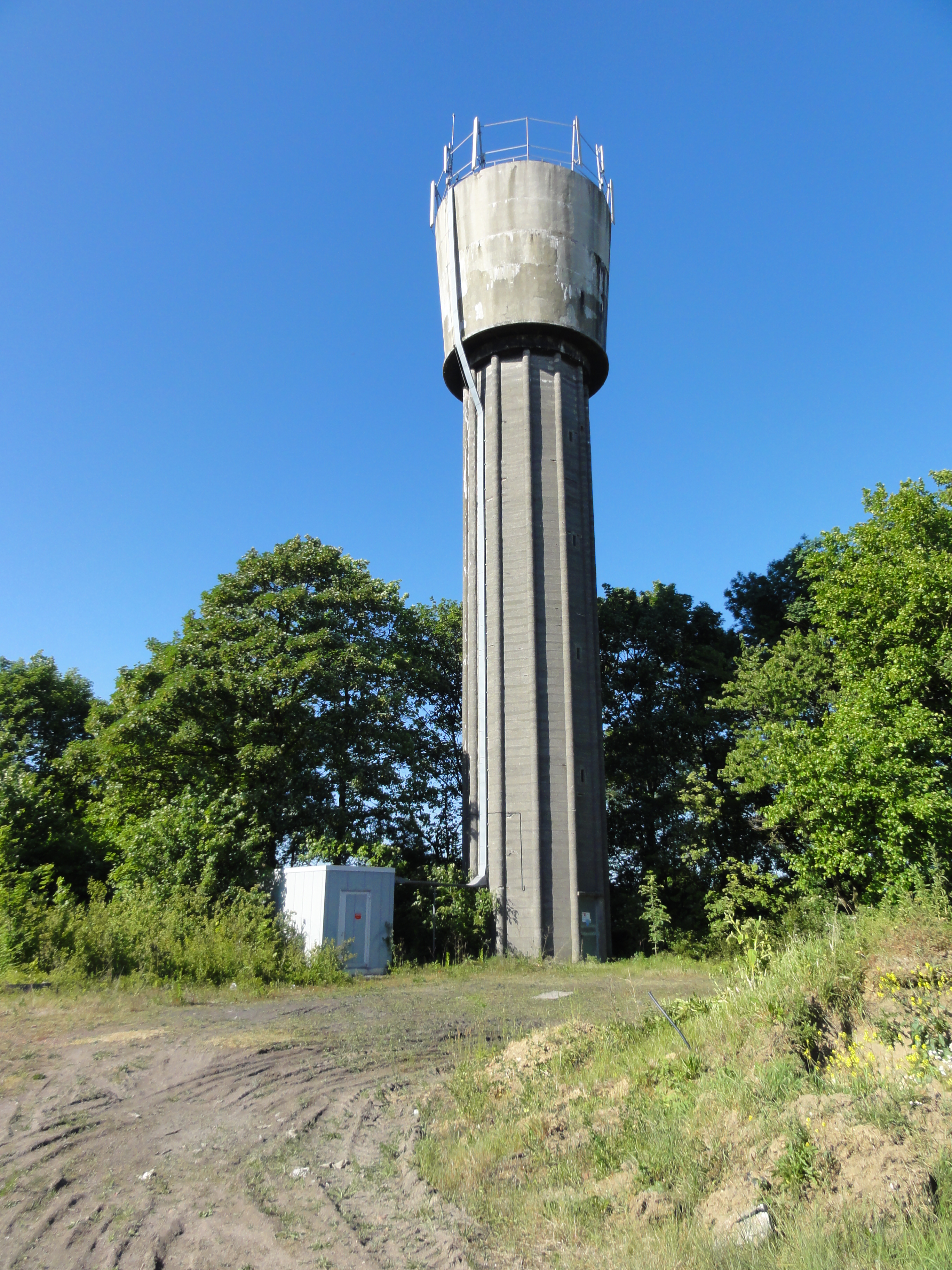
Wasserturm an der ehemaligen Zeche Nr. 18

- zwei Wassertürme

- Kirche Saint-Laurent
- Bergarbeitersiedlung Cité Nr. 13
- Zeche Nr. 13 zu Beginn des 20. Jahrhunderts
- Häuser an der Zeche Nr. 18 (um 1970)
- Reste der ehemaligen Zeche Nr. 18
- Wasserturm
- Wasserturm an der ehemaligen Zeche Nr. 18

## Gemeindepartnerschaft
- Inverness in Schottland

## Persönlichkeiten
Der Dichter Charles Sorley (1895–1915) wurde im Ersten Weltkrieg nahe dem Ort getötet.

## Belege
1. ↑  De Nederlanden in Frankrijk, Jozef van Overstraeten, 1969